# Лагузова Зінаїда Євграфівна
Зінаїда Євграфівна Лагузова, в шлюбі Смирнова — доярка колгоспу «Горшиха» (село Медягіно, Ярославський район Ярославської області); Герой Соціалістичної Праці (1949).

## Біографія
Євдокія Григорівна — мати Зінаїди Євграфівни — відпрацювала на Медягинской фермі 12 років; була однією з учасниць Всесоюзної сільськогосподарської виставки 1938 року, на якій колгосп «Горшиха» був нагороджений орденом «Знак Пошани». Зінаїда, будучи школяркою, часто допомагала їй доглядати за тваринами: годувала, напувала, чистила, пробувала доїти.
З початком війни Лагузова закінчила 7 класів, але вимушена відмовитися від вступу в медучилище в Ярославлі, стала працювати в рільничій бригаді. Коли ж захворіла мати, Зінаїду перевели на ферму та передали її групу корів.
У 1947 році Зінаїда Євграфівна надоїла в середньому від кожної корови своєї групи по 3704 кг молока. Указом Президії Верховної Ради СРСР від 16 вересня 1948 року нагороджена орденом Трудового Червоного Прапора, тоді З.Є. Лагузова взяла зобов'язання на 1948 рік — надоїти від корови не менше 5000 кг молока. І це їй вдалося — результат склав 5078 кг. Указом Президії Верховної Ради СРСР від 11 червня 1949 року разом з доярками Ольгою Іванівною Абросимовою і Ольгою Петрівною Сергєєвою їй було присвоєно звання Героя Соціалістичної Праці.
У наступні роки доярка продовжувала добиватися високих показників, але, одружившись, переїхала до чоловіка в Ярославль, де працювала асфальтувальницею тресту «Спецстроймеханизация».